# Georg August Wallin
Georg August Wallin (på arabiska: Abd al-Wali), född 24 oktober 1811 i Sund i Åland, död 23 oktober 1852 i Helsingfors i Storfurstendömet Finland (Ryska imperiet) var en finländsk språkvetare och forskningsresande.
Wallin studerade orientaliska språk, först i Helsingfors och sedan i Sankt Petersburg 1841–1842. Han fick ett stipendium för en studieresa till Egypten 1843–1845, där han lärde sig arabiska. Wallin uppträdde som muslimsk, rysk undersåte från Centralasien för att kunna röra sig friare. Det är oklart huruvida Wallin endast uppträdde som muslim eller ifall han efter hand också omvände sig till islam. Från Egypten gjorde han 1845–1849 tre resor till Arabiska halvön, bland annat Mecka, Palestina, Syrien och Iran, varunder han gjorde geologiska och lingvistiska upptäckter. År 1849 var han i London och presenterade Notes Taken During a Journey through Part of Northern Arabia in 1848 för Royal Geographical Society. Han erhöll ett pris. Väl tillbaka i Helsingfors blev Wallin professor i orientaliska språk 1851 men avled året därefter utan att ha kunnat publicera mycket av sitt material.
G. A. Wallins brev har publicerats av S. G. Elmgren, Knut Tallqvist, Jussi Aro och Armas Salonen. Hans samlade skrifter utgavs 2010–2017 av SLS och Bokförlaget Atlantis.
Georg August Wallin ligger begraven i Gamla området på Sandudds begravningsplats i Helsingfors.

### Skrifter
- Skrifter, utgivna av Kaj Öhrnberg & Patricia Berg under medverkan av Kira Pihlflyckt. Skrifter utgivna av Svenska litteratursällskapet i Finland, 730:1–7. Helsingfors: Svenska litteratursällskapet i Finland. 2010–2017. ISSN 0039-6842 Libris 11690729. ISBN 978-91-7353-371-3
  -  Band 1: Studieåren och resan till Alexandria. 2010. Libris 12307173. ISBN 978-91-7353-371-3. http://www.sls.fi/sv/utgivning/skrifter-1
  -  Band 2: Det första året i Egypten 1843–1844. 2011. Libris 12147463. ISBN 978-91-7353-483-3. http://www.sls.fi/sv/utgivning/skrifter-2
  -  Band 3: Kairo och resan till Övre Egypten. 2012. Libris 13505862. ISBN 978-91-7353-600-4. http://www.sls.fi/sv/utgivning/skrifter-3
  -  Band 4: Färderna till Mekka och Jerusalem 1845–1847. 2013. Libris 14217472. ISBN 978-951-583-269-6. http://www.sls.fi/sv/utgivning/skrifter-4
  -  Band 5: Norra Arabiska halvön och Persien 1847–1849. 2014. Libris 17418663. ISBN 978-951-583-285-6. http://www.sls.fi/sv/utgivning/skrifter-5
  -  Band 6: Resan hem via London 1849–1850. 2015. Libris 19334537. ISBN 978-951-583-339-6. http://www.sls.fi/sv/utgivning/skrifter-6
  -  Band 7: Professorsåren i Helsingfors 1850–1852. 2016. Libris 20019364. ISBN 978-951-583-358-7. http://www.sls.fi/sv/utgivning/skrifter-7
  -  Appendix: Material nedtecknat på Arabiska halvön 1845–1848. 2017. ISBN 978-951-584-411-9 (Felaktigt ISBN-13-nummer). http://www.sls.fi/sv/utgivning/skrifter-appendix